# Baji Miklós Zoltán
Baji Miklós Zoltán (Békés, 1961. december 2. –) autodidakta performer, szobrász, festő, grafikus.

## Pályafutása
A változatos műfajokban dolgozó (intermédia, totális média, neo-body art) művészre a bécsi akcionizmus, Hajas Tibor és Monty Cantsin (Kántor István) neoizmuisa ugyanúgy hatott. Az utóbbi időkben egyre inkább az ősi magyar motívumok és a sámán-szertartások kerültek művészete fókuszába, mellyel új utakat nyitott a hagyományos értelemben vett performansz/happening kifulladóban lévő irányzataiban. Nevéhez fűződik a békéscsabai Csalánleves intermediális művészeti fesztivál sorozat és az Oriens '92 Nemzetközi Performance Fesztivál is.

## Performansz
BMZ performanszai két nagyobb szakaszra bonthatók. A kezdeti bécsi akcionizmusra jellemző body-art korszakra és a későbbi sámán szertartásokat művészi igénnyel felhasználó sajátos szertartás-rendszerre. Míg az első középpontjában inkább a test, addig utóbbinak inkább a szellem áll.

## Szobrászat – festészet
Talán a művész autodidakta múltjából fakadóan is BMZ sokkal szabadabban kezeli képzőművészete médiumát, mint egy hagyományos értelemben vett képzőművész. Túl azon, hogy performansz-művészetéből fakadóan teste is médium, mindent annak tekint. Szabadon válogat az őt körülvevő tárgyak kozmoszából és teszi azt saját univerzum szerves elemévé. Szobraihoz ráadásul nem csak "halott" anyagot így követ, fémet, de fát, mézet, vagy épp vért is felhasznál. Sőt nem áll meg itt, mindennapi, vagy épp nem mindennapi tárgyainkat is szakralizálja és beolvasztja műveibe. Így kerülhet művégtag és fröccsöntött dinoszaurusz, vagy éppen zöld UFÓ a sámánszertartásokat idéző hajó, vagy épp egy kínzóeszköz központi motívumává.

## Mesterek
Vágréti János, Lóránt János Demeter, Misch Ádám, Monty Cantsin

## Díjak
- 1989. Kecskemét, Országos Amatőr Biennálé, Magyar Népköztársaság Képzőművészeti Szövetségének különdíja
- 1991. Dunaújváros, Szobor Kisplasztika, Fiatal Képzőművészek Stúdiója Egyesület, munkajutalom
- 1997. Budapest, Kívülről Befelé Nemzetközi Karikatúra Kiállítás, a Szabad Képző- és Iparművészek Szövetségének díja
- 1997. Békéscsaba, Alföldi Tárlat közös díjak Gubis Mihállyal, az Öröklődő Türemkedés c. installációért a MediaWave, a Tilos Rádió, valamint a Vajda Lajos Stúdió díjai
- 2002. Békéscsaba, XXXII. Alföldi Tárlat Nemzeti Kulturális Örökség Minisztériuma fődíja
- 2004. Békéscsaba, XXXIII. Alföldi Tárlat Békéscsaba Megyei Jogú Város Polgármesteri Hivatalának díja
- 2005. Kaposvár, VI. Országos Groteszk Képző-, Iparművészeti és Fotópályázat, Vaszary Képtár, MAOE díja
- 2007. Békés, XXXV. Alföldi Tárlat Békés, MAOE díja
- 2008. Békéscsaba, Csabai Szalon című kiállításon, Békéscsaba Megyei Jogú Város díja

## Főbb korszakai
- 1987–1990. lélekfestészet
- 1988. Törpék és óriások egylábon
- 1991–1995. Body Art, Majd Pszicho Body Techno ART intermédiális kitárulkozások
- 1992–1993. Angyalcsinálók c. performance Kovács Istvánnal
- 1993. Tovább performance (Baji Márkkal)
- 1994. Art- Camp: Harminchárom szeg performance
- 1995. Emberalakító Gyár gigantikus fémgépszobor
- 1995. Disznók közé pszichoromantikus társadalmi akciódráma
- 1995. Neoisztikus pszicho Body Techno Art
- 1996. Angyali Asszimiláció performance
- 1997. Angyali Kikötő performance
- 1997. Mese és Angyali áldozatvállalás
- 1997. Az utolsó c. performance
- 1997. SKIN@UCTION, TOTÁLIS MÉDIA ART
- 1999. ŐRSZEM A MADARAK BOLYGÓLYÁRÓL
- 2000. Vándor- lás
- 2003. ARRITMYA GRUPP
- 2004. Paradigmaváltás

## Művei közgyűjteményekben
- Munkácsy Mihály Múzeum, Békéscsaba
- Kertalja Művésztelep, Kortárs gyűjtemény, Fony
- Békés Megyei Könyvtár grafikai gyűjtemény, Békéscsaba
- Magyar Grafika Alapítvány, Budapest
- Neoista Központ, Kanada, Toronto
- Merz Ház, Budapest
- Paraméter Gondolat Ambulancia, Kanada, Toronto
- Art Pool Budapest
- Baász alapítvány, Románia, Sepsiszentgyörgy
- Magyar Nemzeti Galéria, Budapest
- Museum für Weddel Modern Kunst, Germany (Németország)
- Petőfi Szülőház és Múzeum, Kiskőrös
- Kapos Art Képző- és Iparművészeti Egyesület, Kortárs Nemzetközi Képző- és Iparművészeti Gyűjtemény, Kaposvár
- Tornyai János Múzeum, Alföld Galéria, Hódmezővásárhely
- Magyar Kortárs Művészeti Gyűjtemény, Szlovákia, Dunaszerdahely